# Aéroport international Hang Nadim
Pour les articles homonymes, voir BTH.
L'aéroport international Hang Nadim (code IATA : BTH • code OACI : WIKB) est situé dans l'île indonésienne de Batam en face de Singapour.
Avec plus de 5,5 millions de passagers en 2012, Hang Nadim est le 7e aéroport indonésien.
Hang Nadim est de plus en plus utilisé comme aéroport de transit, notamment par la compagnie Lion Air, pour éviter l'aéroport international Soekarno-Hatta de Jakarta, dont le trafic est près de trois fois supérieur à sa capacité. Lion envisage d'ailleurs de faire de Hang Nadim sa plate-forme de correspondance aéroportuaire internationale en 2015.

## Situation
| Banda Aceh Denpasar Pangkal · Pinang Tanjung · Pandan Djakarta-Soekarno-Hatta Bengkulu Solo Semarang Pangkalan · Bun Palangkaraya Sampit Palu Djakarta-Halim Perdanakusuma Samarinda Malang Surabaya Balikpapan Ende Kupang Komodo Gorontalo Jambi Bandar Lampung Ambon Tarakan Ternate Manado Gunung · Sitoli Medan Wamena Biak Merauke Timika Jayapura Pekanbaru Batam Tanjung · Pinang Bau-Bau Banjarmasin Makassar Palembang Bandung Pontianak Ketapang Bima Lombok Manokwari Sorong Padang Yogyakarta |

## Compagnies et destinations

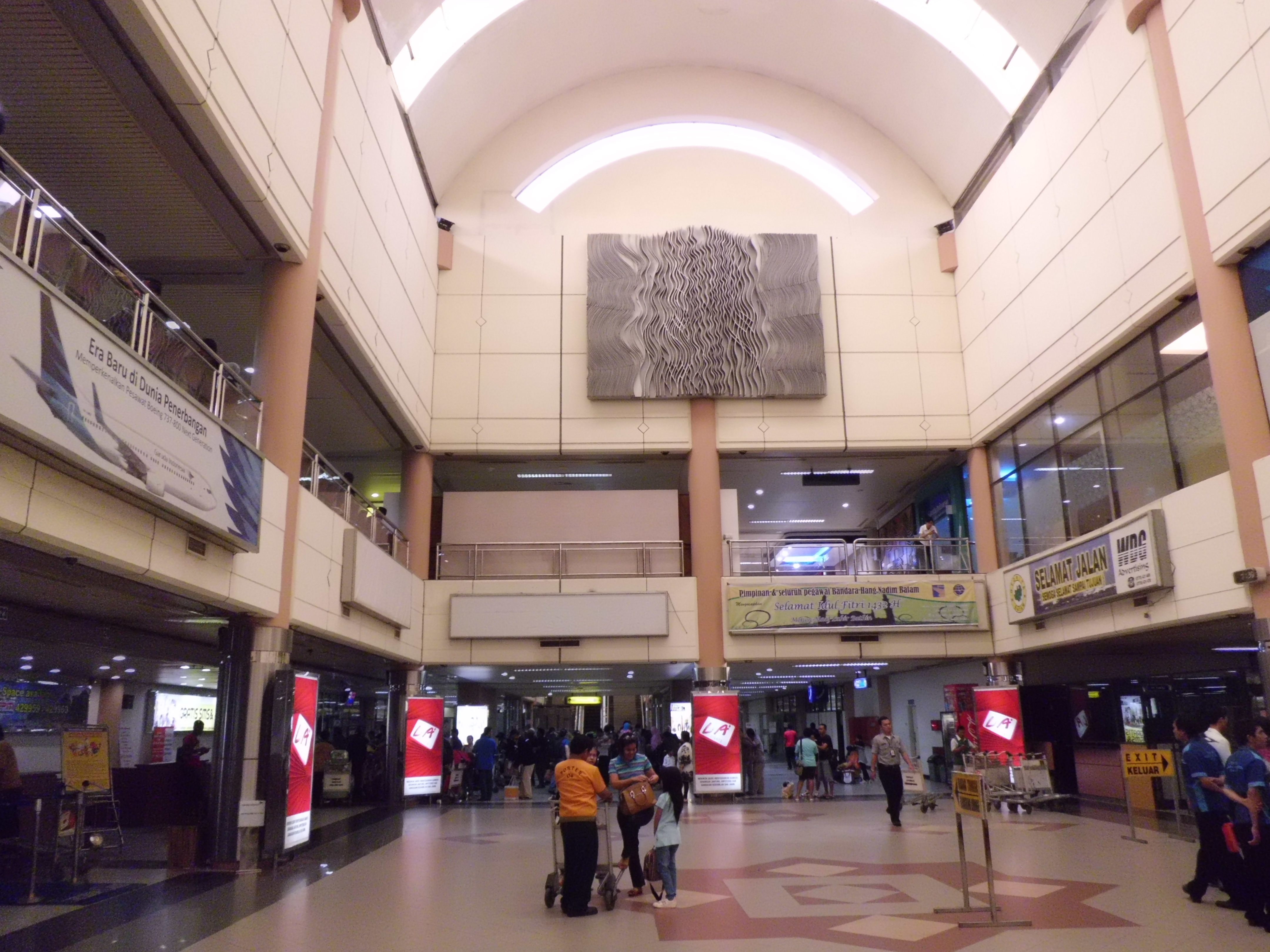
aéroport Hang Nadim

| Compagnies                             | Destinations |
| -------------------------------------- | --- |
| Batik Air                              | Jakarta-Halim-Perdanakusuma, Djakarta-S.-Hatta |
| Citilink                               | Djakarta-S.-Hatta, Medan-Kualanamu, Padang-Tabing, Palembang-M. Badaruddin II, Pekanbaru (Simpang Tiga), Pontianak (Supadio), Surabaya-Juanda |
| Garuda Indonesia                       | Djakarta-S.-Hatta |
| Garuda Indonesia opéré par Explore Jet | Bandar Lampung-Radin-Inten-II, Medan-Kualanamu |
| Lion Air                               | Balikpapan-Sultan-A.-M.-Sulaiman, Banda Aceh-Sultan-Iskandar-Muda, Bandar Lampung-Radin-Inten-II, Bandung-H.-Sastranegara, Denpasar-Bali, Djakarta-S.-Hatta, Jambi-Sultan Thaha, Medan-Kualanamu, Padang-Tabing, Palembang-M. Badaruddin II, Pekanbaru (Simpang Tiga), Pontianak (Supadio), Semarang-A. Yani, Solo-Adisumarmo, Surabaya-Juanda, Yogyakarta Charter : Pusan-Gimhae, Séoul-Incheon |
| Malindo Air                            | Kuala Lumpur-Subang |
| Sriwijaya Air                          | Bandar Lampung-Radin-Inten-II, Djakarta-S.-Hatta, Jambi-Sultan Thaha, Medan-Kualanamu, Natuna Ranai |
| Saudia                                 | Hajj: Djeddah - Roi-Abdelaziz |
| Susi Air                               | , Pasir Pangarayan |
| Wings Air                              | Padangkemiling-Fatmawati Soekarno, Dumai, Natuna Ranai, Pangkal Pinang-Depati Amir, Tanjung Pinang |

Édité le 03/02/2018

## Statistiques
| Année | Passagers | Fret (tonnes) | Mouvements d'appareils |
| ----- | --------- | ------------- | ---------------------- |
| 2004  | 2 056 171 | 21 131        | 26 311                 |
| 2005  | 2 145 473 | 22 527        | 27 025                 |
| 2006  | 2 517 888 | 22 573        | 28 765                 |
| 2007  | 2 770 135 | 26 459        | 29 043                 |
| 2008  |           |               |                        |
| 2009  | 2 161 023 |               |                        |
| 2010  | 3 272 499 |               |                        |
| 2011  | 4 305 695 |               |                        |
| 2012  | 5 540 000 |               |                        |

Source : www.azworldairports.com